# 安德烈斯·伊涅斯塔
安德烈斯·伊涅斯塔·卢汉（西班牙語：Andrés Iniesta Luján，1984年5月11日—）是一位已退休的西班牙足球運動員。司职中场或翼鋒，出身巴塞隆拿的拉瑪西亞青訓營。出道後一直效力西甲球队巴塞罗那至2018年5月，也曾效力日職球队神戶勝利船，其職業生涯合共贏得35座冠軍獎盃，並且在2009年及2015年於巴塞罗那兩度成為三冠王。他曾為西班牙國家足球隊出賽。

## 俱乐部生涯

#### 巴塞罗那
伊涅斯塔出身於加泰罗尼亚球會巴塞隆拿，於2002年10月被當時教練挑中，首次代表巴塞隆拿一隊出場，在歐聯中作客對比利時的布鲁日。在荷蘭人出任主教練後，他上场时间持续增加，水平也大有提高。2005-2006赛季，由于球队在国内联赛和欧冠两线作战以及巴塞隆拿不断有中场球员受伤，得到了更多的首发机会。尤其是欧冠中，挑战意大利球会AC米兰的两场比赛担任防守中场，冻结了对方中场的进攻组织，并在当月入选当月欧洲最佳阵容。在对阵英格兰球队决赛中，下半场替补出场，被誉为改变了比赛结果的关键人物之一。
2009年開始，在當時的領隊瓜迪奥拉帶領下，巴塞羅那在國內外的賽事中橫掃，其中在09年實現「六冠王」及2011年實現「五冠王」的賽季中，伊涅斯塔是重要功臣之一。2009年的歐聯四強，對切尔西在最後時刻，攻入關鍵扳平球，成功帶領球隊進入決賽。他與哈维搭擋中路更被譽為是當代最穩健、最令歐洲列強恐懼的一條中場線，被外界評為只要他們兩個在場上，就可以產生1+1=3的化學反應。
2018年4月27日，伊涅斯塔宣佈今季西甲球季結束後，將會完約離開巴塞隆拿，結束22年巴塞隆拿球員生涯。

#### 神户胜利船
伊涅斯塔本來首選是去中國(重慶)掏金，但受限於重慶對於球隊撒天價引進外援的能力有限(加上中超開始限制外援薪金)，未能達成共識的情況下於2018年5月加入日本J联赛的神戶勝利船，簽約三年、年薪2500萬歐元，成為當時全球第4高薪的足球員。
2020年1月1日，伊涅斯塔以隊長身份捧起日本天皇盃的獎盃。
2021年5月11日，伊涅斯塔与神户胜利船签署了一份续约合同，让他在俱乐部再留多两个赛季。
2023年5月, 伊涅斯塔召開記者會, 宣佈与神户胜利船於7月1日提前結束合同並出席最後一場日職比賽,但仍未決定是否退役 。
转战阿联酋
2023年8月9日，酋长FC官方正式宣布伊涅斯塔加盟球队，双方将签约一年至2024年6月，并包含续约一年的选项。
2024年10月7日，伊涅斯塔宣佈正式退役。

## 国家队
伊涅斯塔在2001年代表西班牙参加欧洲16岁以下青年锦标赛，发挥出色，帮助西班牙获得冠军。在随后的一年，继续征战欧洲19岁以下青年锦标赛再次帮助西班牙取得锦标。2003年，他入选西班牙青年队，参加国际足联的世界青年足球锦标赛并打入决赛，同时入选了当届的最佳阵容。
在此之后，他一直以队长身份代表西班牙青年队参加比赛。他于2006年5月27日首次代表西班牙国家足球队出场，对阵俄罗斯国家足球队。
2010年7月11日於南非世界盃西班牙對荷蘭決賽中憑加時下半場一球定江山，令西班牙1:0擊敗荷蘭，為國家隊首次奪得世界盃冠軍。攻入制勝球的伊涅斯塔，脫下了他的球衣，秀出了「DANI JARQUE, SIEMPRE CON NOSOTROS(丹尼爾·查基永遠與我們同在。)」字樣，將此進球獻給，不過也因此吃了張黃牌。
2012年歐洲國家盃成功為西班牙衞冕，並成為了該項賽事的最佳球員，其中兩次對陣意大利均成為全場最佳球員。
伊涅斯塔在2014年世界杯上为西班牙首发了全部三场比赛，在球队对阵澳大利亚的最后一场小组赛中赢得了他的第100顶喼帽。
2018年7月2日，伊涅斯塔宣布退出西班牙国家队。

## 技术风格
伊涅斯塔主要司职中场组织者，年輕時速度夠快客串過边锋。他控球與盤帶能力出色，擁有一流的閱讀球賽能力，组织进攻能力很強大，短傳非常精確致命，是極少數可以自己帶球推進又能組織前場攻勢的中場球員。擔任中場勤於參與防守，被主教练里杰卡爾德称赞“像糖纸一样粘着对方球员”。伊涅斯塔不知疲倦的奔跑和无私的传球更加获得了队友、教练和球迷的喜爱，美中不足的是身体对抗能力較遜色。正因為其控球及盤帶能力出色，在2012年歐洲國家盃的分組賽首輪中被五位意大利防守球員包圍。哈維退役後扛起了巴薩與西班牙國家隊組織大腦的重責。
他的球商非常了得，職業生涯並未取得過一張紅牌。

## 職業生涯榮譽
巴塞隆拿
- 西甲冠軍：2004–05，2005–06，2008–09，2009–10，2010–11，2012–13，2014–15，2015–16，2017–18
- 西班牙国王杯冠軍：2008–09，2011–12，2014–15，2015–16，2016–17，2017–18
- 西班牙超级杯冠軍：2005，2006，2009，2010，2011，2013，2016
- 欧冠冠軍：2005–06、2008–09、2010–11、2014–15
- 歐洲超級杯冠軍：2009、2011、2015
- 國際足總俱樂部世界盃冠軍：2009、2011、2015

神户勝利船
- 日本天皇盃冠軍：2019
- 日本超級盃冠軍：2020
- J1聯賽冠軍：2023[6]

西班牙国家队
- 欧洲16岁以下国家队锦标赛冠军：2001
- 欧洲19岁以下国家队锦标赛冠军：2002
- 歐洲國家盃冠軍：2008，2012
- 世界盃冠軍：2010

### 個人
- 2012年歐洲國家盃最佳球員
- 歐洲最佳球員：2012
- 金足奖：2014
- 世界盃足球賽最佳11人：2010
- 世界盃足球賽決賽最佳球員：2010
- 歐足聯歐洲最佳陣容：2008，2012
- 歐冠盃年度最佳陣容：2009，2010，2011，2012，2015，2016
- 西班牙甲級聯賽西班牙最佳球員：2009
- 西班牙甲級聯賽賽季助攻王：2012-13